# Adam Faith
Terence Nelhams-Wright, noto come Adam Faith (Acton, 23 giugno 1940 – Stoke-on-Trent, 8 marzo 2003), è stato un cantante e attore britannico.
Tra i suoi brani musicali più celebri vi sono What Do You Want? (1959), Poor Me (1960), When Johnny Comes Marching Home (1960), The Time Has Come (1961) e A Message to Martha (Kentucky Bluebird) (1964).
Dal matrimonio con Jackie Irving, celebrato nel 1967, nacque una figlia, la produttrice televisiva Katya Faith.
Adam Faith morì nel 2003 per un infarto. Nel 1986 aveva subìto un'operazione a cuore aperto.

## Discografia parziale
- 1960 - Adam
- 1960 - Adam's Hit Parade
- 1961 - Beat Girl (colonna sonora)
- 1962 - Adam Faith
- 1963 - From Adam with Love
- 1963 - For You – Love Adam
- 1964 - On the Move
- 1965 - It's Alright
- 1965 - Faith Alive
- 1974 - I Survived
- 1993 - Midnight Postcards

## Filmografia parziale

### Cinema
- I gangsters di Piccadilly (Never Let Go), regia di John Guillermin (1960)
- Beat Girl, regia di Edmond T. Gréville (1960)
- What a Whopper, regia di Gilbert Gunn (1961)
- Tu vivrai (Mix Me a Person), regia di Leslie Norman (1962)
- Stardust: Una stella nella polvere (Stardust), regia di Michael Apted (1974)
- Yesterday's Hero, regia di Neil Leifer (1979)
- A donne con gli amici (Foxes), regia di Adrian Lyne (1980)
- McVicar, regia di Tom Clegg (1980)

### Televisione
- Budgie (1971-1972)
- Love Hurts (1992-1994)